# Murisi Zwizwai
Murisi Zwizwai (1969/1970-1 de junio de 2024)  fue un político zimbabuense del Movimiento por el Cambio Democrático – Tsvangirai que se desempeñó como Subsecretario de Minas y Desarrollo Minero y luego como Subsecretario de información, publicidad y servicios de radiodifusión. Fue miembro de la Asamblea Nacional de Zimbabue por Harare Central por primera vez elegido en las elecciones parlamentarias de Zimbabue de 2003. Fue reelegido en las elecciones parciales de 2022.

## Fallecimiento
Falleció tras una breve enfermedad a la edad de 54 años, dejó un legado que fue cuestionado tras su reciente regreso al parlamento como senador en Harare.